# 303고지 학살
303고지 학살(三百三高地虐殺, 영어: Hill 303 massacre)은 6.25 전쟁 초기인 1950년 8월 17일에 대한민국 경상북도 칠곡군 왜관읍 근교의 자고산에서 북한군이 미군 전쟁 포로 41명을 총살한 전쟁 범죄이다.
대구 전투가 벌어지는 동안 미 육군 제1기병사단 제5연대 제2대대는 자고산에서 낙동강을 도하하는 북한군에게 포위되었다. 미군 병사 대부분은 탈출하였으나, 1개 박격포소대가 북한군을 국군의 증원군으로 착각하는 바람에 붙잡히고 말았다. 북한군은 미군 포로들을 고지에서 내려보내 낙동강을 도로 건너서 후방의 포로수용소로 보내려 했지만 다른 미군들의 공격이 거세어 실패했다. 미군은 북한군의 전진을 막아냈고, 북한군은 전장을 이탈하기 시작했다. 바로 그때 북한군 장교 중 하나가 후퇴 속도가 느려지지 않도록 포로들을 총살하라고 명령했다.
미군 사령부는 북한군 사령부 측에 학살 행위의 책임을 물을 것을 요구하는 라디오 방송을 내보내고 삐라를 뿌렸다. 북측에서는 자기 쪽 병사가 포로로 잡혔을 경우의 보복을 걱정하여 병사들에게 포로 취급에 관한 보다 엄격한 지침을 내려보냈다. 현재 칠곡군 왜관읍의 미군기지 캠프 캐럴 근처 자고산에 희생자 추모비가 세워져 있다.

## 배경

### 한국 전쟁의 시작
1950년 6월 25일 조선민주주의인민공화국(이하 북한; 북한군)이 대한민국(이하 남한; 국군)을 침공하여 한국 전쟁이 발발했고, 미국은 남한의 편을 들어 참전하기로 결정했다. 국제연합의 가맹국으로서 미국은 북한의 침공을 저지하고 남한의 멸망을 막는 것을 목표로 하는 한반도 지상군 파병을 결의해냈다.
한국에 처음 파병된 미군 부대는 제24보병사단이었다. 이 부대는 북한군의 진격에 최초 충격을 가하고 증원부대가 더 파병될 때까지 시간을 벌어야 했다. 곧이어 제1기병사단, 제7보병사단, 제25보병사단과 미 제8군의 지원부대들이 한반도에 도착하기 전까지 제24사단은 몇 주 동안 혼자 싸워야 했다. 제24사단의 선발부대였던 스미스 특무부대는 7월 5일 미군과 북한군의 최초 교전이었던 오산 전투에서 참패를 당했다. 이후 한 달 동안 제24사단은 북한군의 수와 장비를 못 견디고 계속 패배하며 남쪽으로 후퇴했다. 제24사단의 각 연대들은 조치원, 천안, 평택 등에서 교전하며 조직적으로 남하했다. 제24사단은 대전 전투에서 거의 완전히 파괴되었으나 7월 20일까지 북한군의 남하를 막아낼 수 있었다. 그 사이 유엔군이 속속 한반도에 도착하면서 제8군 전체의 전투원 병력은 북한군과 얼추 비슷해졌다.
대전이 함락되자 북한군은 부산을 포위하기 위해 부산의 교두보인 경상도를 둘러싸기 시작했다. 북한군은 기갑전력과 수적 우세를 통해 유엔군에게 계속 승리했고, 미군과 국군은 그에 따라 계속 남쪽으로 밀려나고 있었다.

### 부산 교두보 방어전과 대구 전투

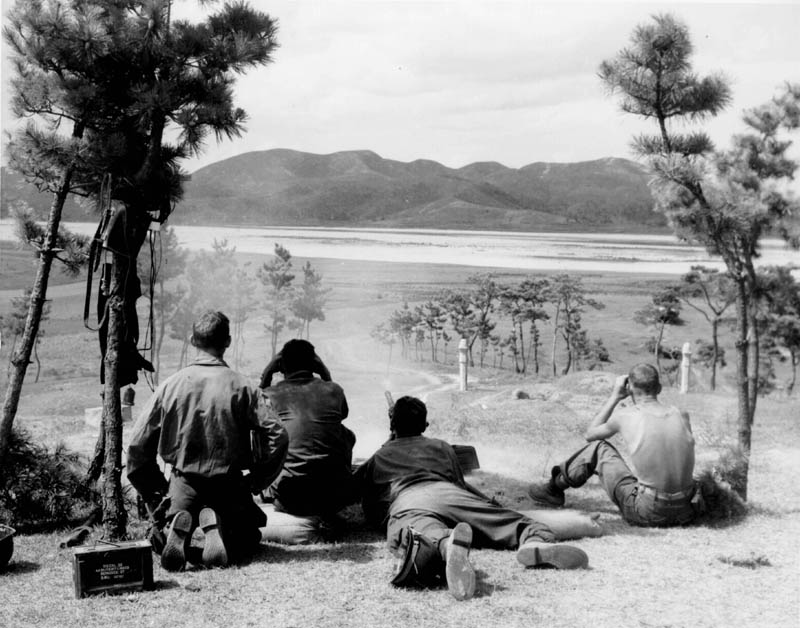
대구 전투 와중 미 제1기병사단 병사들이 낙동강을 도하하는 북한군에게 사격을 가하고 있다.(1950년 8월 26일)

한편 제8군 사령관 월튼 워커 대장은 대구에 제8군 본부를 설치했다. 부산 교두보의 정중앙에 위치한 대구는 다수의 북한군이 서로 공조하면서 진격할 수 있는 낙동강 계곡의 입구로서, 물류의 요지였고 부산을 제외하면 남한측에 남은 유일한 대도시였다. 그런 대구는 서남쪽의 낙동강과 북쪽의 팔공산이라는 자연 장벽에 의해 보호받고 있었다. 남쪽에서 북쪽 순서로 미 제1기병사단, 남한 제2군단의 제1사단과 제6사단이 대구를 방어했다. 호바트 R. 게이 소장이 지휘하던 제1기병사단은 낙동강을 따라 일자진을 쳤다. 제5기병연대와 제9기병연대가 강에서 24 킬로미터 떨어진 곳에 전진배치되었으며, 제7기병연대는 포병부대와 함께 예비대로서 후방 배치되어 도하가 이루어지는 곳에 즉시 병력을 지원할 수 있게 했다.
대구를 밀어버리기 위해 북한군은 5개 사단이 집결했다. 남쪽에서 북쪽으로 제10사단, 제3사단, 제15사단, 제13사단이 배치되었고, 마지막으로 제1사단이 포항 덕성동에서 왜관을 거쳐 구미까지 진을 쳤다. 북한군은 상주에서 대구로 통하는 자연 통로인 낙동강 계곡을 공격의 주축으로 삼아 남쪽으로 밀고 내려올 계획을 세웠다. 제105기갑사단 병력 일부도 공격을 보조했다.
8월 5일부터 북한군 5개 사단은 유엔군의 최후 방어선인 대구를 함락시키기 위하여 낙동강 곳곳 수많은 지점에서 도하를 시도했다. 그때마다 유엔군은 북한군의 진격을 격퇴하는 데 성공했다. 그런 즈음에 전쟁범죄가 저질러졌다.서로 독립된 소문들이 띄엄띄엄 표면으로 올라오기 시작했다.

### 군사지리학
미군에게 303고지로 지정된 자고산은 가늘고 길쭉한 타원형의 야산으로, 타원 장축은 북동-남서 방향으로 존재했으며 그 길이가 3.2 킬로미터(2 마일)이고 높이는 해발 303 미터(993 피트)이다. 자고산은 왜관 북쪽의 첫 번째 언덕으로, 남쪽 사면을 타고 내려오면 왜관 읍내 가장자리에 바로 닿게 된다. 야산 위에 올라가면 왜관의 도로망과 철도, 고속도로 교량, 북에서 남으로 흐르는 강을 한눈에 살펴볼 수 있다. 자고산 서쪽 사면은 낙동강의 동쪽 강변과 닿아 있다. 왜관에서 남쪽과 북쪽으로 낙동강 강변을 따라 도로가 뻗어 있고, 북동쪽으로 가면 대구로 통하는 또다른 길목인 다부동이 나온다. 자고산은 그 바로 아래의 왜관 읍내 분 아니라, 왜관을 지나는 경부선 철도와 낙동강의 교량들을 장악할 수 있는 결정적 위치였다.

## 학살
학살 사건의 상세한 정황은 아주 개략적이며, 학살에서 살아남은 미군 병사 네 명의 증언에 바탕하고 있다. 생존자 네 명은 북한군 포로 중 세 명을 학살 가담자로 지목했으나 이 세 명 역시 사건에 대해 다른 증언을 하고 있다.

### 북한군의 진격

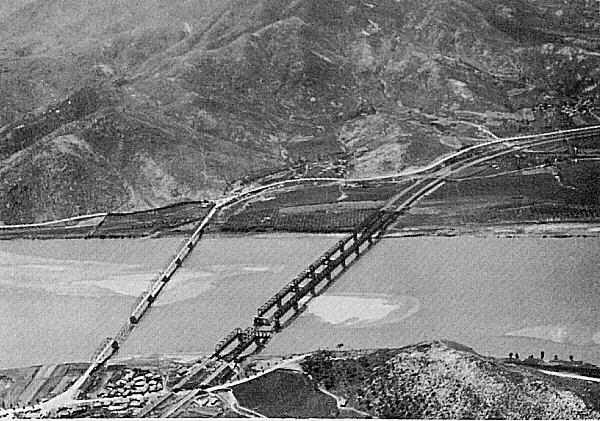
낙동강을 가로지르는 무너진 왜관철교. 다리의 바로 아래 오른쪽에 보이는 구릉이 자고산(303고지)이다.

제1기병사단 병력 중 가장 북쪽에 배치된 것은 제5기병연대 G중대였다. G중대는 제8군 우익의 끝 중에서도 끝인 303고지에 배치되었다. 북쪽에는 최전선 배치 부대인 국군 제1사단이 있었다.
유엔군 첩보 당국은 매우 밀집된 북한군 대병력이 국군 제1사단이 있는 곳을 통해 낙동강을 건너려 시도할 것이라고 며칠에 걸쳐 알렸다. 8월 14일 새벽, 북한군 1개 연대가 수중교를 이용해 왜관 북쪽 9.7 킬로미터 지점에 도하했다. 자정 직후, 유엔군과 국군 접경 구역의 바로 북쪽에 위치한 고지대의 국군 병력이 이 북한군 연대에게 공격당했다. 해가 뜨자 공습을 가해 수중교를 파괴했다. 북한군은 산개하여 남쪽으로 공격을 계속했고 한국 표준시 12:00 정각이 되자 북한군 소화기 총화가 G중대 쪽으로 향하기 시작했다. 303고지 위의 제5기병연대는 다른 병력들과 달리 동쪽으로 산을 내려가지 않고 남쪽으로 내려가 왜관을 향했다.
8월 15일 아침 03:30, 303고지 위의 G중대원들이 T-34 탱크 두 대와 함께 강변을 따라 남쪽으로 향하는 북한군 50여 명을 발견했다. 또한 이들의 뒤에 북한군 병력이 또 있었는데, 그 병력은 F중대와 즉시 총화를 주고받기 시작했다. 적의 포위에서 빠져나가기 위해 F중대는 남쪽으로 후퇴했지만 G중대는 후퇴하지 않았다. 08:30, 북한군은 303고지 위의 G중대와 H중대 박격포소대를 완전 포위했다. 이 시점에서 고지 위의 병력은 나머지 미군들과 단절되었다. B중대, 제5기병사단, 전차소대로 이루어진 지원군이 G중대와 접촉을 시도했으나 303고지를 포위한 북한군을 뚫지 못했다.

### 포로로 잡힌 미군들
생존자 증언에 따르면, 8월 15일 새벽이 되기 전에 H중대 박격포소대원들이 303고지 주변의 적의 움직임을 알아챘다고 한다. 소대장은 제5기병연대의 G중대에 연락하여 국군 1개 소대 60명이 박격포소대를 지원하기 위해 도착했다고 알렸다. 그러나 해가 뜨자 그들이 발견한 것은 북한군의 T-34 두 대와 그 뒤를 따르는 200 명 이상의 북한군이었다. 잠시 뒤 한국인 몇 명이 야산 사면을 타고 나타났다. 초병이 그들을 불렀으나 한국인들은 자동소총 난사로 대답했다. 당시 박격포소대장 잭 허드스페스(Jack Hudspeth) 중위는 그들이 아군이라고 생각했다. 프레드 라이언(Fred Ryan) 이병과 로이 맨링(Roy Manring) 이병이 1999년 한국을 재방문해 증언한 바에 따르면, 일부 미군 병사들은 접근하는 병력이 북한군이라는 것을 알아챘고 발포를 준비했다. 그러나 허드스페스 소대장이 발포 중지를 명령하며 발포한다면 군사법정에 회부시킬 것이라고 위협했다. 나머지 미군들은 접근하는 한국인들이 충분히 가까워져 그들 군모의 붉은 별이 보일 때까지 적인지 아군인지 알지 못했다. 이 시점에서 북한군은 이미 미군들의 위치에 바짝 다가온 상태였다. 북한군은 총 한 발 맞지 않고 참호까지 도착했다. 소대장은 병력과 화력의 열세를 이길 수 없다고 판단하고 항복했다. 북한군은 소대원 31명을 모두 포로로 잡았다. 그러나 증언에 따라서는 포로로 잡힌 병사가 42명이었다고도 한다.
그들을 사로잡은 부대는 북한군 제105기갑사단 제206기계화보병연대 제2대대 제4중대였다. 북한군은 미군 포로들의 무장을 해제시키고 값나가는 물건들을 약탈한 뒤 그들을 고지 아래로 내려보냈다. 한 과수원에 이르자 북한군은 포로들의 손을 뒤로 묶었고, 그들 중 몇 사람의 옷과 구두를 빼앗아갔다. 그들은 미군 병사들이 얌전히만 있는다면 서울의 포로수용소로 보낼 것이라고 말했다.

### 포로 수감
처음 포로를 잡은 105기갑사단이 이후 이틀 동안 계속 그들을 잡고 있지는 않은 것 같다. 그들이 포로로 잡힌 뒤 지키고 있었던 위병이 제3사단 병력이었다는 일부 증거가 존재한다. 포로로 잡히고 첫째 날 밤에 북한군은 미군 포로들에게 물, 과일, 궐련을 줬다. 생존자들은 이것이 그들이 북한군에게 포로로 잡힌 삼일 동안 받은 유일한 음식이라고 주장한다. 미군 포로들은 마실 물을 찾으려고 모래사장을 파헤쳤다. 북한군은 밤을 틈타 포로들을 낙동강 건너편 북한군 후방으로 보내려고 했지만, 낙동강 곳곳에 떨어지는 미군 포병의 포격 때문에 안전한 이동이 불가능했다. 밤중에 미군 포로 둘이 포박을 풀어서 잠깐의 소동이 있었다. 북한군은 미군들에게 쏴 죽이겠다고 협박했는데, 생존자 중 한 명의 증언에서는 북한군 장교가 자신들을 협박한 졸병들 중 한 명을 쏴 죽였다고 한다. 프레더릭 라이언(Frederick Ryan) 이등병의 증언에 따르면, 박격포소대장 잭 허드스페드 중위와 포병전방관측자 세실 뉴먼(Cecil Newman) 중위가 탈출 계획을 서로 의논했다. 허드스페드 중위와 뉴먼 중위는 밤을 틈타 탈출했으나 붙잡혀 처형되었다. 북한군은 미군 포로들을 낮에는 숨기고 밤 중에 이동시켰으나, 다른 미군들의 공격이 이것을 어렵게 했다.
다음날인 8월 16일, 포로들은 위병들과 함께 이동했다. 박격포소대원 중 한 명인 로이 L. 데이 주니어(Roy L. Day, Jr.) 상병이 일본어를 할 줄 알았기에 북한군 병사 몇 명과 대화를 할 수 있었다. 그날 오후 데이 주니어 상병은 미군 병력이 너무 가까이 오면 포로들을 죽이라고 하는 북한군 중위의 말을 엿들었다. 다음날, 미군 병력이 303고지를 재탈환하기 위해 공격했다. B중대와 미군 탱크 여러 대가 두 번째로 재탈환을 시도했고, 이때는 미군 병력이 1개 대대 700여 명으로 늘어났다. 제61야전포대대와 제82야전포대대가 낮동안 하루종일 포격을 가했다. 그날 밤 G중대는 303고지에서 탈출하는 데 성공했다. 위병들이 포로 중 다섯 명을 데리고 갔다. 나머지 포로들은 그들에게 무슨 일이 벌어지는지 몰랐다.
8월 17일 새벽이 되기 전에 제5기병연대 제1대대 및 제2대대 병력이 제70전차대대 A중대의 지원을 받아 303고지를 공격했으나, 북한군의 박격포격이 거세어 왜관으로 후퇴했다. 아침이 되자 미군 포병들이 고지 위의 북한군들을 마구 두들겨댔다. 8월 17일 아침 내내 북한군 위병들은 포로를 구출하려는 미군 병사들과 총화를 주고받았다. 12:00, 북한군은 미군 포로들을 고지 위의 걸리 안에 들어가게 했고, 1개 중대 50 명의 위병이 배치되었다. 그날 낮동안 미군 포로 몇 명이 더 잡혀서 303고지 위의 미군 포로의 수는 45명으로 늘어났다. 그러나 한 생존자는 포로의 수가 67명이었다고 주장하고, 22명은 8월 15일 또는 16일에 먼저 처형되었다고 주장한다.

### 처형
8월 17일 오후 2시에 유엔군의 공습으로 고지에는 네이팜탄, 멍텅구리 폭탄, 로켓, 기총소사 등이 쏟아졌다. 이 시점에서 북한군 장교 한 명이 미군이 가까이 와 있고 포로를 데리고 갈 수가 없다고 말했다. 그 장교는 부하들에게 포로를 총살하라고 했고, 북한군은 걸리 안에 무릎을 꿇고 모여 있던 미군 포로들에게 그 상태로 총격을 가했다. 나중에 포로로 잡힌 북한군 병사 하나는 위병 50명 중 전원 또는 대부분이 사건에 가담했다고 말했으나, 미군 포로 생존자 일부는 위병 14명이 부사관들의 명령에 따라 샤파긴 기관단총을 쏘았다고 증언한다. 북한군이 학살 장소를 모두 떠나기 전에 그 중 일부가 되돌아와서 최초 총격 때 안 죽고 살아남은 이들을 확인사살했다. 생존자는 네 명 또는 다섯 명 뿐이었다. 그들은 다른 사람의 시체 아래에 숨어서 살아남았다. 종합적으로 미군 포로 41명이 그 걸리 안에서 살해되었다. 박격포소대원 26명은 모두 포로로 잡혀 모두 죽었다.
미군의 공습과 포격으로 북한군은 결국 고지를 포기하고 물러갔다. 공습이 끝난 15:30, 미군 보병들이 고지를 공격하여 16:30에 무저항 확보했다. 고지 위에 올라간 E중대와 F중대 병력은 다 합해 60여 명이었다. 포격과 공습으로 303고지 위의 북한군들 중 500 여 명이 죽었고, 생존자들은 완전한 무질서 상태로 도주했다. 학살 생존자 중 두 명이 고지 아래로 내려가다가 자신의 신원을 밝히기 전까지 아군의 총격을 받았는데, 맞지는 않았다. 제5기병연대는 기관총상을 입은 미군 포로들의 시체를 곧 발견했다. 시체들은 손이 뒤로 묶인 채 죽어 있었다.
그날 밤 왜관 근처에서 북한군의 대전차포가 맞아서 제70전차대대의 전차 두 대가 무력화되었다. 다음날인 8월 18일, 미군은 303고지 위에서와 같은 방식으로 붙잡혀 처형당한 전차 승무원 여섯 명의 시체를 발견했다.

## 여파

### 미군의 반응
303고지의 사건을 전해들은 유엔군 사령관 더글러스 맥아더 육군 원수는 8월 20일 잔학 행위를 비난하는 방송을 북측에 송출했다. 미공군은 북한군 점령 지역에 대대적으로 북한군 지도부에게 보내는 삐라를 살포했다. 맥아더는 본 사건과 그 외 다른 전쟁범죄의 책임이 있는 북한군 군사 지도자들을 잡을 것이라고 경고했다.
 귀국 및 이 죽음을 유발한 귀국의 현장 지휘관 또는 잔학행위를 묵인 및 고무하였을 경우에만 성립하는 보편적 지휘책임이 있는 현장 지휘관들의 타성이 지체없이 수정되지 않으면, 본관은 귀국과 형사적으로 책임이 있는 귀국의 지휘관들을 전쟁 법률 및 판례의 통제하에 둘 수밖에 없을 것이다.
Inertia on your part and on the part of your senior field commanders in the discharge of this grave and universally recognized command responsibility may only be construed as a condonation and encouragement of such outrage, for which if not promptly corrected I shall hold you and your commanders criminally accountable under the rules and precedents of war.— 미국 육군 원수 더글러스 맥아더의 303 사건 관련 대북방송 클로징 멘트.

303고지 사건은 미군이 북한군을 잔혹행위 혐의로 비난한 최초의 사례 중 하나이며, 이런 일은 전쟁 내내 여러 번 일어나게 된다. 1953년 말, 조지프 매카시의 미국 상원 국토안보 및 정무위원회가 조사한 바에 따르면 한국 전쟁 동안 발생했다고 주장되는 전쟁범죄는 1,800 건에 달한다. 303고지 학살은 그 중 최초로 조사가 이루어진 사건들 중 하나이다. 사건의 생존자들은 위원회에 나와 증언했고, 미국 정부는 북한군이 제네바 협정을 위반하는 폭력을 저질렀다는 결론을 내리고 그 행위를 비난했다.

### 북한군의 반응
역사학자들은 전쟁 초기에 북한 지도부가 포로의 총살을 허가했다는 증거는 없다는 데 동의한다. 303고지 학살 및 그와 유사한 사건들은 “통제되지 않은 소규모 부대, 보복심을 품은 개인”에 의해 이루어졌거나 “적을 마주한 상황에서의 비관과 점차적으로 증가하는 절망으로 인해” 발생한 것으로 생각된다. 군사역사학자 T. R. 페렌바크는 북한군의 포로에 대한 학대 및 살해는 제2차 세계 대전 종전 때까지 이어진 일본 제국 육군의 강압적 통치와 유관하다고 분석했다.
1950년 7월 28일, 북한군 제3사단장 리영호가 전쟁포로의 취급에 관한 명령을 발송했다. 이 명령은 전선사령관 김책과 북한군 총사령관 최용건의 재가를 받았으며, 포로의 살해는 “엄격히 금지한다”는 내용이 적혀 있었다. 리영호는 각 부대의 정치장교들에게 이 규칙을 사단원들에게 알리도록 하였다.
사건 이후 획득된 문서에 따르면 북한군 지도부는 일선 병사들에 의해 이루어진 잔학행위 일부를 인식하고 있었고 그에 대해 염려했다. 1950년 8월 16일자 제2사단 정치장교 명령에 보면, “우리 중 일부가 항복하러 오는 적군을 죽이는 일이 아직도 있다. 그러므로 병사들에게 포로를 붙잡고 또 정중히 대우할 것을 교육시키는 책임이 각 부대의 정치부에 주어진다.”라는 내용이 있다.

### 기념물

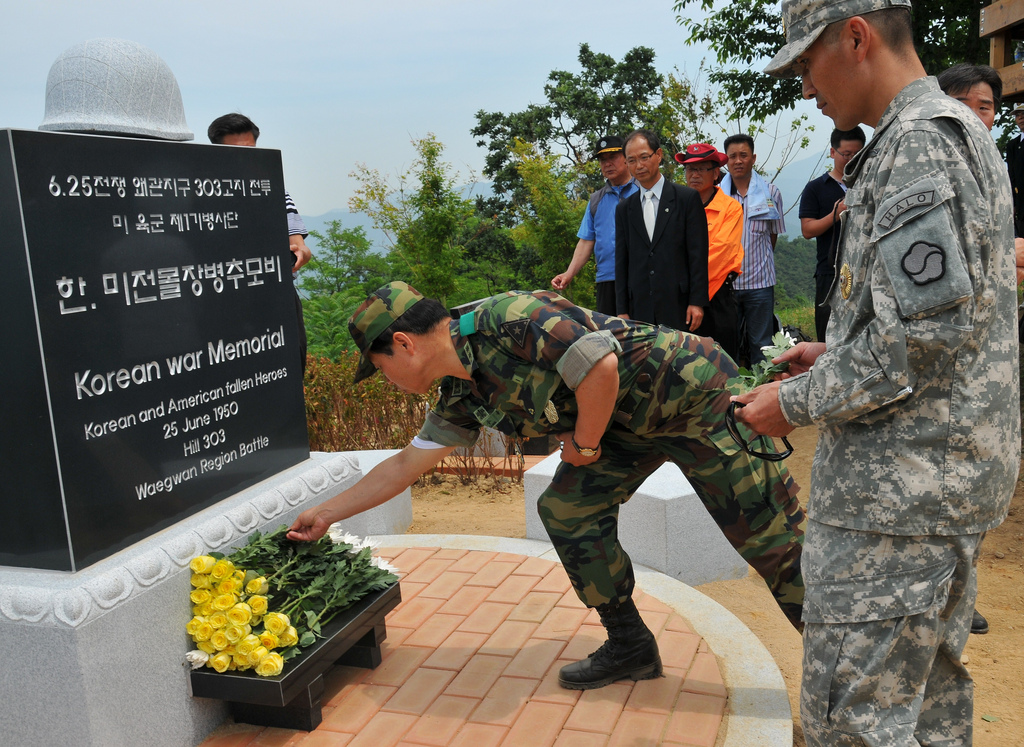
자고산 위에 세워진 한미전몰장병추모비에 미군 및 국군 병사들이 꽃을 바치고 있다. (2010년 6월 10일)

303고지 이야기는 미국 언론을 통해 널리 알려졌고, 생존자들의 증언은 《타임》, 《라이프》를 비롯한 주요 언론의 보도를 탔다. 한국전쟁 이후 주한미군은 왜관에 영구적 주둔지인 캠프 캐럴을 설치했는데, 이 부대는 자고산(= 303고지)에 매우 가까운 위치에 있다. 그리고 303고지 사건은 한동안 잊혀져 있었는데, 1985년 데이비드 캥거스 소위(Second Lieutenant David Kangas)가 미국 육군 군사 연구소가 발간한 한국전쟁 공식전사 "South to the Naktong, North to the Yalu"를 읽고 또 미 육군과 대한민국 측의 여러 자료들을 살펴봤으나 학살이 이루어진 장소가 어디인지 모른다는 것을 알아냈다. 그래서 캥거스는 포로 학살이 이루어진 정확한 위치를 찾아내기 위해 미국 국립문서기록관리청에서 전투 기록을 찾아보았고, 생존자들의 거취를 추적했다.
1990년 캠프 캐럴 앞에 추모비가 세워지기는 했으나 캥거스가 생존자들을 찾아낸 것은 1991년이었다. 그때까지 살아 있던 생존자 세 명 중 두 명인 프레드 라이언과 로이 맨링이 1999년 한국을 찾아와 학살 장소에서 열린 기념식에 참석했다. 라이언과 맨링, 그리고 나머지 한 생존자인 제임스 루드(James Rudd)는 미국 육군의 기록에 전쟁 포로로 정식 등록되어 있지 않다는 이유로 오랫동안 보상을 받지 못하고 있었다. 이후 캠프 캐럴 주둔군들이 자고산의 실제 학살 장소에 훨씬 큰 기념비를 세우기 위한 기금을 모으기 시작했다. 대한민국 국군 및 왜관 일대의 민간인들도 모금에 동참했다. 캠프 캐럴 앞에 세웠던 기념비는 2003년 8월 17일에 자고산 위로 옮겨졌다.
2009년에는 제501지원여단 병사들이 모금에 동참했다. 대한민국 국군 재향군인들, 정치인들, 지역 시민들의 도움으로 전쟁 발발 및 학살 사건 60주년인 2010년 5월 26일 커다란 새 기념비가 CH-47 치누크 헬기에 실려 자고산 정상으로 옮겨졌다. 매년 자고산에서는 303고지에서 전몰한 병사들을 추모하기 위한 행사가 열리고 있다. 이 행사 때 캠프 캐럴 주둔 병사들은 자고산을 오르고 추모비에 꽃을 바친다.

## 같이 보기
- 군종 신부와 부상병 학살 사건
- 서울의대 부속병원 학살 사건
- 보도연맹 학살 사건
- 노근리 학살 사건
- 자고산

## 참고 자료
- Alexander, Bevin (2003). Korea: The First War we Lost. Hippocrene Books. ISBN 978-0-7818-1019-7.
- Appleman, Roy E. (1998). South to the Naktong, North to the Yalu: United States Army in the Korean War. Department of the Army. ISBN 978-0-16-001918-0. 2019년 10월 18일에 원본 문서에서 보존된 문서. 2015년 8월 16일에 확인함.
- Bell, James (1950년 8월 28일). “Massacre at Hill 303”. Time. ISSN 0040-781X. 2012년 11월 5일에 원본 문서에서 보존된 문서. 2015년 8월 16일에 확인함.
- Catchpole, Brian (2001). The Korean War. Robinson Publishing. ISBN 978-1-84119-413-4.
- Chinnery, Philip D. (2001). Korean Atrocity: Forgotten War Crimes 1950–1953. Naval Institute Press. ISBN 978-1-55750-473-9.
- Ecker, Richard E. (2004). Battles of the Korean War: A Chronology, with Unit-by-Unit United States Casualty Figures & Medal of Honor Citations. McFarland & Company. ISBN 978-0-7864-1980-7.
- Fehrenbach, T.R. (2001). This Kind of War: The Classic Korean War History – Fiftieth Anniversary Edition. Potomac Books. ISBN 978-1-57488-334-3.
- McCarthy, Joseph; Mundt, Karl E.; McLellan, John L.; Smith, Margaret C.;  외. (1954). “Korean War Atrocities Report of the Committee on Government Operations” (PDF). US Government Printing Office. 2010년 7월 11일에 확인함.
- Millett, Allan R. (2010). The War for Korea, 1950–1951: They Came from the North. University Press of Kansas. ISBN 978-0-7006-1709-8.
- Varhola, Michael J. (2000). Fire and Ice: The Korean War, 1950–1953. Da Capo Press. ISBN 978-1-882810-44-4.
- Walker, Hank (1950년 9월 4일). “What the corporal saw...”. Life 29 (10). ISSN 0024-3019.
- Lucas, Adrianna N. “Soldiers scale Hill 303 in honor of fallen comrades”. Eighth United States Army. 2012년 3월 27일에 원본 문서에서 보존된 문서. 2010년 7월 13일에 확인함.
- Fisher, Franklin (2003년 8월 22일). “Army honors three Koreans with Good Neighbor awards”. Stars and Stripes. 2010년 7월 11일에 확인함.
- Garcia, Megan (2010년 6월 24일). “US, Korean Soldiers remembered at Hill 303” (PDF). Eighth United States Army. 2012년 3월 27일에 원본 문서 (PDF)에서 보존된 문서. 2010년 7월 11일에 확인함.